# Johann Weidenholzer
Johann Weidenholzer (* 12. Dezember 1884 in Kallham, Oberösterreich; † 8. Oktober 1958 in Linz, Oberösterreich) war ein österreichischer Politiker (CSP, VF, ÖVP).

## Leben
Johann Weidenholzer genoss eine nur einfache Schulbildung; nach Besuch der Volksschule in Kallham bestritt er als Land- und Gastwirt seinen täglichen Lebensunterhalt. 
1919 wurde Weidenholzer zum Bürgermeister von Kallham gewählt; er blieb es bis zum Anschluss Österreichs, im Jahr 1938. Im Dezember 1930 wurde er in Wien als christlichsozialer Abgeordneter zum Nationalrat (IV. Gesetzgebungsperiode) vereidigt, dem er bis Mai 1934 angehören sollte. Von 1934 bis 1938 war Weidenholzer Mitglied im Bundeswirtschaftsrat. Nach dem „Anschluss“ Österreichs wurde er aller Funktionen enthoben und mehrfach inhaftiert.
1945 konnte Weidenholzer an seine Karriere vor dem Zweiten Weltkrieg anknüpfen. So zog er erneut als Abgeordneter, dieses Mal als Mitglied der neu gegründeten ÖVP, in den Nationalrat (V. und VI. Gesetzgebungsperiode) ein. Er war danach bis 1953 Nationalratsabgeordneter. In der Zeit von 1945 bis 1958 bekleidete Weidenholzer erneut das Amt des Bürgermeisters von Kallham.